# 2,6-β-フルクタン 6-レバンビオヒドロラーゼ
2,6-β-フルクタン 6-レバンビオヒドロラーゼ(2,6-beta-fructan 6-levanbiohydrolase、EC 3.2.1.64)は、(2->6)-β-D-フルクトフラナン 6-(β-D-フルクトシル)-D-フルクトースヒドロラーゼという系統名を持つ酵素であり、以下の化学反応を触媒する。
(2->6)-β-D-フルクトフラナンを加水分解し、鎖の末端からレバンビオース（6-(β-D-フルクトフラノシル)-D-フルクトース）を除去する。